# La Grande Explication
La Grande Explication est une web-série documentaire française créée par Flore-Anne d'Arcimoles, produite par l'INA, France Télévisions et la RTS, avec la participation de TV5 Monde. Le programme compte soixante-dix épisodes.

## Synopsis
En moins de cinq minutes, La Grande Explication revient sur les événements et les personnalités qui ont marqué l’Histoire.

## Fiche technique
- Écriture et réalisation : Flore-Anne d'Arcimoles / Eloise Fagard / Jean-Christophe Nabères
- Montage : Camille d'Arcimoles
- Production : Amandine Collinet / Stéphane Gabet
- Directeurs de production : Nancy Mouton / Vincent Encontre
- Assistant.es de production : Pauline Cornillet / Marion Tixier / Jade Reynolds
- Musique originale : Christophe Hammarstrand
- Voix off : Grégory Léonard / Flore-Anne d'Arcimoles
- Infographie : Stéphanie Mée, Jean-Michel Moussu
- Mixage : Guillaume Solignat, Delphine Thelliez, Laurent Thomas, Christophe Gauthier
- Moyens techniques : INA
- Chargées de programme France tv (Lumni) : Carine Jezequel / Virginie Nowak

## Épisodes
| Date              | Sujet                                            | Nombre de vues (sur Facebook) | Références |
| ----------------- | ------------------------------------------------ | ----------------------------- | ---------- |
| 11 février 1990   | La Libération de Nelson Mandela                  | 186 000                       | [ 2 ]      |
| 9 mars 1933       | Franklin Delano Roosevelt, le père du New Deal   | 8 000                         | [ 3 ]      |
| 4 avril 1968      | L'Assassinat de Martin Luther King               | 280 000                       | [ 4 ]      |
| 21 avril 1944     | Le Droit de vote des femmes                      | 236 000                       | [ 3 ]      |
| 30 avril 1975     | La Guerre du Viêt Nam                            | 221 000                       | [ 3 ]      |
| 10 mai 1968       | Mai 68                                           | 307 000                       | [ 5 ]      |
| 2 juin 1953       | Elizabeth II, l'avènement d'une reine            | 510                           | [ 3 ]      |
| 4 juin 1972       | Angela Davis, le procès d'une icône              | 412                           | [ 3 ]      |
| 17 juin 1972      | Le Scandale du Watergate                         | 82 000                        | [ 3 ]      |
| 7 juillet 1903    | Le Premier tour de France                        | 79 000                        | [ 6 ]      |
| 21 juillet 1969   | Les premiers pas sur la Lune                     | 59 000                        | [ 3 ]      |
| 25 juillet 1964   | L'ORTF, histoire de la TV                        | 143 000                       | [ 3 ]      |
| 6 août 1945       | Hiroshima                                        | 273 000                       | [ 7 ]      |
| 18 août 1966      | Mao Zedong                                       | 11 000                        | [ 3 ]      |
| 25 août 1944      | La Libération de Paris                           | 164 000                       | [ 8 ]      |
| 11 septembre 2001 | Les Attentats du 11 septembre 2001               | 568 000                       | [ 3 ]      |
| 18 septembre 1981 | L'abolition de la peine de mort                  | 88 000                        | [ 9 ]      |
| 28 septembre 1958 | La Naissance de la Ve République                 | 79 000                        | [ 10 ]     |
| 16 octobre 1962   | La Crise des missiles de Cuba                    | 120 000                       | [ 3 ]      |
| 6 novembre 1956   | La Crise du canal de Suez                        | 105 000                       | [ 3 ]      |
| 11 novembre 1918  | La Signature de l'armistice de 1918              | 173 000                       | [ 3 ]      |
| 19 novembre 1989  | La Chute du mur de Berlin                        | 139 000                       | [ 3 ]      |
| 10 décembre 1948  | La Déclaration universelle des droits de l'homme | 218 000                       | [ 3 ]      |

Légende :
- Les plus hauts chiffres d'audience
- Les plus bas chiffres d'audience

## Autour de la série
"Il sera question d'histoire", la phrase de présentation de la première saison, est l'introduction d'une émission d'Italiques, par Marc Gilbert.